# Zal Batmanglij
Zal Batmanglij, né à Nice en 1980 ou 1981, est un réalisateur et scénariste franco-américain.

## Biographie
Zal Batmanglij naît en France de parents iraniens. Sa mère, Najmieh Batmanglij (en), est auteure de livres culinaires et son jeune frère Rostam est membre du groupe de rock Vampire Weekend. Zal Batmanglij grandit à Washington, aux États-Unis. Il étudie l'anthropologie et l'anglais à l'université de Georgetown où il rencontre Mike Cahill au cours de philosophie. Il obtient son diplôme en 2002. Ils suivent tous deux un cours de scénarisation et produisent un court-métrage qui remporte le premier prix au Festival du film de l'université de Georgetown. Brit Marling, après avoir vu ce court métrage, propose de collaborer avec eux.
Plusieurs années plus tard, après l'obtention du diplôme de Marling, le trio déménage à Los Angeles, en Californie, où Batmanglij travaille à l'American Film Institute. Pour son film de thèse, il réalise en 2007 un court métrage en 35 mm, The Recordist, avec Marling en vedette.

## Filmographie

### Réalisateur
- 2007 : The Recordist (court métrage)
- 2011 : Sound of My Voice
- 2013 : The East
- 2015 : Wayward Pines (2 épisodes)
- 2016 / 2019 : The OA (13 épisodes)
- 2023 : Un meurtre au bout du monde (A Murder at the End of the World) (4 épisodes)

### Scénariste
- 2011 : Sound of My Voice (co-scénariste avec Brit Marling)
- 2013 : The East (co-scénariste avec Brit Marling)
- 2016 / 2019 : The OA (16 épisodes)
- 2023 : Un meurtre au bout du monde (A Murder at the End of the World) (7 épisodes)

### Producteur exécutif
- 2016 / 2019 : The OA (16 épisodes)
- 2023 : Un meurtre au bout du monde (A Murder at the End of the World) (7 épisodes)